# Черневич, Игорь Станиславович
И́горь Станисла́вович Черне́вич  (род. 30 сентября 1966 года, Орша) — советский и российский актёр театра и кино. Заслуженный артист Российской Федерации (2011)

## Биография
Родился 30 сентября 1966 года в Орше.
Поступил в 1983 году в Ленинградский институт водного транспорта, в котором проучился лишь один год.
В 1985 году поступил в Ленинградский театральный институт (курс Л. Додина) и по его окончании был принят в труппу Малого драматического театра.

## Награды
- Заслуженный артист Российской Федерации (2011)[2].
- Премия имени В. И. Стржельчика за исполнение роли Гаева в спектакле «Вишнёвый сад» (2015)[1]

## Творчество

### Роли в театре

#### Малый драматический театр
- «Gaudeamus» — Богданов, Карамычев
- «Клаустрофобия» — Музыкант, Соловьёв
- «Бесы» Ф. М. Достоевского. Режиссёр: Лев Додин — Эркель, Шигалёв[3]
- «Вишнёвый сад» А. П. Чехова — Яша, студент на балу
- «Пьеса без названия» — Осип
- «Братья и сёстры» — Игнат Баев
- «Фрёкен Жюли» — Жан
- 1998 — «Долгий Рождественский обед» Торнтона Уайлдера. Режиссёр: Сергей Каргин — Чарльз[4]
- «Бегущие странники» — Дмитрий
- «Ресторанчик, ресторанчик» — Коля
- «Утиная охота» А. Вампилова — Зилов
- «Чевенгур» — Пиюся
- «Тень стрелка» — Донэл Дэворен
- «Жизнь и судьба» — Бархатов и Ковченко
- «Дядя Ваня» — Астров
- «Король Лир» — герцог Корнуолл
- «Вишневый сад» — Гаев
- «Три сестры» — Вершинин
- «Коварство и любовь» — секретарь Вурм
- «Враг народа» — Ховстад
- «Гамлет» — Клавдий
- «Чайка» — Тригорин

### Фильмография
- 1991 — Кольцо
- 1993 — Никотин
- 1998 — Дух — Дух
- 2002 — Агентство «Золотая пуля»
- 2002 — Убойная сила 4 — майор Коломеец
- 2003 — Коктебель — Отец
- 2004 — Мужчины не плачут — Сергей Иванов, следователь по особо важным делам Чеботаевской транспортной прокуратуры/следователь Чеботаевской областной прокуратуры
- 2005 — Брежнев — Андрей Михайлович Александров-Агентов
- 2005 — Господа присяжные
- 2005 — Мужчины не плачут 2 — Сергей Иванов, следователь Чеботаевской областной прокуратуры
- 2006 — Блюз опадающих листьев — Сергей Ливнев
- 2006 — Жесть — Лютик
- 2006 — Мечта
- 2007 — 18-14 — Ананий Феодосьевич Борзюк
- 2007 — Агент по имени Ангел
- 2007 — Ветка сирени — доктор Даль
- 2007 — Любовь одна — Сергей, муж Ольги
- 2008 — Волшебник — Дмитрий Дмитриевич, полковник
- 2008 — Мы из будущего — капитан Жорин, особист
- 2008 — Пером и шпагой — Дуглас
- 2008 — Трудно быть мачо — Виктор
- 2009 — Блудные дети — Валентин Юрьевич Задорожный, второй секретарь обкома партии
- 2009 — Прянички — Фёдор Гаврилович Уткин, главврач больницы
- 2009 — Сумасшедшая помощь — Годеев
- 2010 — 9 мая. Личное отношение (новелла «ДОТ»)
- 2010 — Как я провёл этим летом — Софронов (голос)
- 2010 — Парень с Марса
- 2010 — Питерские каникулы — Юрий
- 2010 — Явление природы
- 2011 — Версия 3 — Стылый
- 2011 — Высоцкий. Спасибо, что живой — майор, взявший Таню на самолёт
- 2011 — Дед — капитан Ефремов
- 2011 — Дело гастронома № 1 — Геннадий Боков, капитан ГБ в группе Скачко
- 2011 — Очкарик — майор Мохов, следователь
- 2012 — Без следа — Игорь Михайлович Нефёдов, полковник Следственного Комитета
- 2012 — Белая гвардия — Тальберг
- 2013 — Тёмный мир: Равновесие — «инструктор» службы доставки
- 2014 — Бирюк — Олег Бирюков, майор в отставке
- 2014 — Небесный суд. Продолжение — Герман Борисович Кашкин, обвиняемый в занудстве
- 2014 — Фронт — Хлопко, полковник СМЕРШа, бывший сотрудник контрразведки Российской Империи
- 2015 — Василиса — Максим Петрович Кожин, староста, муж Василисы
- 2015 — Город — Иван Захарович Лизнюк, начальник городского отдела милиции, капитан
- 2016 — Апперкот для Гитлера — Адольф Гитлер
- 2016 — Контрибуция — Зильберштейн
- 2016 — Мажор 2 — Константин Фишер
- 2016 — Следователь Тихонов — Дмитрий Михайлович Лагунов
- 2017 — Когда я брошу пить — Иван Петрович Петров, капитан полиции
- 2017 — Территория — Владимир Михайлович Бусыгин, начальник городского УВД
- 2017 — Троцкий — Зигмунд Фрейд
- 2018 — Вокально-криминальный ансамбль — Владимир Николаевич Щукин, майор милиции, старший следователь по особо важным делам
- 2018 — Ворона — Анатолий Константинович Ковалевский, миллиардер и филантроп
- 2018 — Девятая — врач-патологоанатом
- 2018 — Мажор 3 — Константин Фишер, юрист
- 2018 — Мельник — Пётр Вениаминович Басов, генерал-майор ФСБ
- 2019 — Конец невинности — Лебедев
- 2020 — Скажи ей — дед Женя
- 2020 — Хороший человек — Павел Анатольевич Лебедев, генерал-майор юстиции
- 2021 — Ваша честь — Павел Дмитриевич Шмелёв, судья
- 2021 — Западня — Пал Палыч
- 2021 — Коса — Смолин
- 2021 — Обитель — владыка Иоанн, заключённый Соловецкого лагеря особого назначения, священник
- 2021 — Серебряный волк — Фёдор Сергеевич Гринько
- 2021 — Чернобыль — Тропин
- 2022 — Карамора — Симонов
- 2022 — Оффлайн — Евгений Семёнович Розин, депутат
- 2022 — Триггер-2 — Иван Аркадьевич Мансуров
- 2023 — Лада Голд — Гришка
- 2023 — Мёрзлая земля — Игорь Юрьевич
- 2023 — Пациент №1 — Родионов
- 2023 — Фандорин. Азазель — Михаил Юрьевич Романов
- 2024 — Прелесть — Акционер
- 2025 — Цыгане. Улица Шекспира — Покровский

### Гостевое участие
- 2017 — Милен Фармер — Sans contrefaçon (1987 версия) — маленький волшебник